# Jimmy Bölja
Bonny Jimmy Bölja Gustafsson, född 9 april 1975, är en svensk artist med artistnamnet "Jimmy Bölja" ("Jim Billow") som är bosatt i Töreboda.

## Artistkarriär
Bölja inledde sin amatörkarriär med att uppträda på Törebodafestivalen 2000. Hans musik har en poetisk popstil och kännetecknas bland annat av influenser från Thomas Di Leva. Han skildrades i tv-dokumentären Jimmy Böljas fantasitrubadurpopskola i regi av Martina Bigert och Kicki Kjellin. Dokumentären visades i SVT2 år 2003, 2005 och 2007.
Jimmy Bölja profilerades även i "100 Höjdare – Sveriges skönaste människor" som visades i Kanal 5 hösten 2006. Hans texter kan handla om klassresor till Danmark, Törebodas pizzeria och volleyboll-servar. De kan av en del uppfattas som  naiva och löjliga, medan andra tycker att de är poesi. Han har även skrivit djupare texter som "Livets pussel" och "Månljus över havet".
Han har medverkat på Törebodafestivalen ett antal gånger. År 2018 sjöng han bland annat "Dröm med mig" som är skriven av Fredrik Magnusson från bandet DUO. Samma låt framfördes på festivalen 2022 då han även spelade "Jag trollar dig till en Zebra" och en ny version av "Vargar i Töreboda".
Inför 2022 års framträdande intervjuades han av Lisa Bring i podden "Den sista festivalen" om sin musik och om sina tankar kring att en epok nu är slut då Törebodafestivalen 2022 sägs bli den sista.